# Wagashi
Il wagashi (和菓子?) è un dolce tradizionale giapponese che viene spesso servito con il tè verde nella cerimonia del tè.

## Ingredienti
Gli ingredienti di base sono lo zucchero di canna, i fagioli azuki (o la loro pasta, chiamata anko o an) e la farina di riso o di grano, nonché il kudzu o l'agar-agar per le gelatine. Il wagashi è tipicamente prodotto con ingredienti (specialmente piante) naturali, di conseguenza è fortemente collegato alla stagionalità: esistono wagashi prodotti solamente in specifici periodi dell'anno.
Generalmente, i dolci che furono introdotti dopo il rinnovamento Meiji (1868) non sono considerati wagashi.

## Tipi diwagashi
- Anmitsu
- Amanattō
- Botamochi
- Daifuku
- Dango
- Dorayaki
- Gyūhi
- Manjū
- Mochi
- Yubeshi